# اثرات تغییر اقلیم بر چرخه آب

آب و هوای غیرعادی (باران شدید، خشکسالی موج‌های گرمایی) یکی از پیامدهای تغییر چرخه آب به دلیل گرمایش جهانی است. این رویدادها با گرم شدن زمین بیشتر و بیشتر رایج می‌شوند. شکل SPM.6

اثرات تغییرات اقلیمی بر چرخه آب عمیق و چشم‌گیر هستند و از آن‌ها با عنوان تشدید یا تقویت چرخه آب (که با نام چرخه هیدرولوژیکی نیز شناخته می‌شود) یاد شده است: ۱۰۷۹ این پدیده دست‌کم از سال ۱۹۸۰ تاکنون مشاهده شده است: ۱۰۷۹ یکی از نمونه‌های آن، شدیدتر شدن بارش‌های سنگین است. تغییرات اقلیمی بر چرخه آب، پیامدهای منفی مهمی بر دسترسی به منابع آب شیرین دارد و همچنین دیگر منابع آبی مانند اقیانوسها، یخسار، اتمسفر و رطوبت خاک را نیز تحت تأثیر قرار می‌دهد. چرخه آب برای حیات در زمین حیاتی است و نقش بزرگی در سامانه اقلیمی زمین و گردش اقیانوسی ایفا می‌کند. انتظار می‌رود که گرم‌تر شدن سیاره ما به دلایل گوناگون با تغییراتی در چرخه آب همراه باشد. برای مثال، جوّ گرم‌تر می‌تواند بخار آب بیشتری در خود نگه دارد که این امر بر تبخیر و بارش تأثیر می‌گذارد.
علت اصلی تشدید چرخه آب، افزایش مقدار گازهای گلخانه‌ای در جو است که از طریق اثر گلخانه‌ای منجر به گرم‌تر شدن جو می‌شود. قوانین بنیادین فیزیک توضیح می‌دهند که فشار بخار اشباع در جو با افزایش دما به میزان ۱ درجه سلسیوس، حدود ۷٪ افزایش می‌یابد. این رابطه به معادله کلازیوس-کلاپرون معروف است.
شدت چرخه آب و تغییرات آن در طول زمان، به‌ویژه در شرایط تغییرات اقلیمی، بسیار مورد توجه است. چرخه هیدرولوژیکی سیستمی است که در آن تبخیر رطوبت در یک مکان منجر به بارندگی (باران یا برف) در مکان دیگری می‌شود. برای مثال، تبخیر همیشه از بارندگی در اقیانوس‌ها بیشتر است. این امر اجازه می‌دهد تا رطوبت توسط جو از اقیانوس‌ها به خشکی‌هایی که در آن‌ها میزان بارندگی بیش از تبخیر و تعرق است، منتقل شود. رواناب حاصل از خشکی به نهرها و رودخانه‌ها می‌ریزد و به اقیانوس تخلیه می‌شود که چرخه جهانی را کامل می‌کند. چرخه آب بخشی کلیدی از هم‌ارزی تابشی زمین است؛ چرا که تبخیر سطحی باعث خنک شدن سطح زمین و انتقال گرمای نهان به جو می‌شود، و سامانه‌های جوی نقش اصلی در انتقال گرما به لایه‌های بالاتر جو ایفا می‌کنند.
دسترس‌پذیری آب نقش عمده‌ای در تعیین محل انتقال گرمای اضافی دارد. این گرما می‌تواند یا صرف تبخیر شود، یا موجب افزایش دمای هوا گردد. اگر آب در دسترس باشد (مانند مناطق اقیانوسی و استوایی)، گرمای اضافی عمدتاً صرف تبخیر می‌شود. اما اگر آب در دسترس نباشد (مانند مناطق خشک در خشکی‌ها)، این گرما به افزایش دمای هوا منجر می‌شود.[۱] همچنین، ظرفیت نگهداری بخار آب در جو به‌طور متناسب با افزایش دما بیشتر می‌شود. به همین دلایل، افزایش دما عمدتاً در نواحی قطبی (پدیده تقویت قطبی) و بر روی خشکی‌ها مشاهده می‌شود، نه در مناطق اقیانوسی و استوایی.
چندین ویژگی ذاتی پتانسیل ایجاد تغییرات ناگهانی در چرخه آب را دارند.: ۱۱۴۸ با این حال، احتمال وقوع چنین تغییراتی در طول قرن بیست و یکم در حال حاضر کم در نظر گرفته می‌شود. : ۷۲ 

## نمای کلی

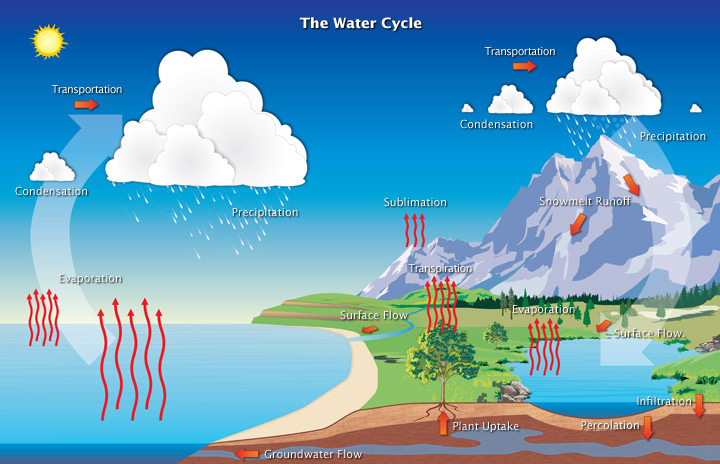
چرخه آب

هم‌ارزی تابشی زمین منجر به چرخه انرژی بیشتر در سامانه اقلیمی زمین آن می‌شود و تغییراتی را در چرخه جهانی آب ایجاد می‌کند. این موارد، در درجه اول شامل افزایش فشار بخار آب در جو می‌شود. این امر باعث تغییر در الگوهای بارش از نظر فراوانی و شدت و همچنین تغییرات در آب‌های زیرزمینی و رطوبت خاک می‌شود. روی هم رفته، این تغییرات اغلب به عنوان «تشدید و شتاب» چرخه آب شناخته می‌شوند. : xvii فرآیندهای کلیدی که تحت تأثیر قرار خواهند گرفت عبارتند از خشکسالی و سیل، طوفان‌های گرمسیری، عقب‌نشینی یخچال‌های طبیعی، پوشش برف، سیل‌های ناشی از یخبندان و رویدادهای شدید آب و هوایی.